# Coptechinus
Coptechinus is een geslacht van uitgestorven zee-egels uit de familie Temnopleuridae.

## Soorten
- Coptechinus bardini Cotteau, 1884 † Laat-Mioceen-Plioceen, Frankrijk.
- Coptechinus bigoti (Lambert & Thiery, 1911) † Laat-Mioceen-Plioceen, Frankrijk.